# Brachyinsara
Brachyinsara is een geslacht van rechtvleugeligen uit de familie sabelsprinkhanen (Tettigoniidae). De wetenschappelijke naam van dit geslacht is voor het eerst geldig gepubliceerd in 1914 door Rehn & Hebard.

## Soorten
Het geslacht Brachyinsara omvat de volgende soorten:
- Brachyinsara hemiptera Hebard, 1939
- Brachyinsara magdalenae Rehn & Hebard, 1914